# Christopher Lee
Sir Christopher Frank Carandini Lee, CBE (n. 27 mai 1922, Greater London, Anglia, Regatul Unit al Marii Britanii și Irlandei – d. 7 iunie 2015, Londra, Regatul Unit) a fost un actor, muzician și regizor britanic. El a devenit renumit prin rolul jucat în Dracula, el a mai jucat și în alte filme, ca de exemplu Francisco Scaramanga din filmul Pistolul de aur, vrăjitorul rău (Saruman) din Stăpânul Inelelor, Hobbitul: O călătorie neașteptată și Hobbitul: Bătălia celor cinci armate sau Contele Dooku (Darth Tyranus) din filmele Războiul stelelor - Episodul II: Atacul clonelor și Războiul stelelor - Episodul III: Răzbunarea Sith.

## Date biografice

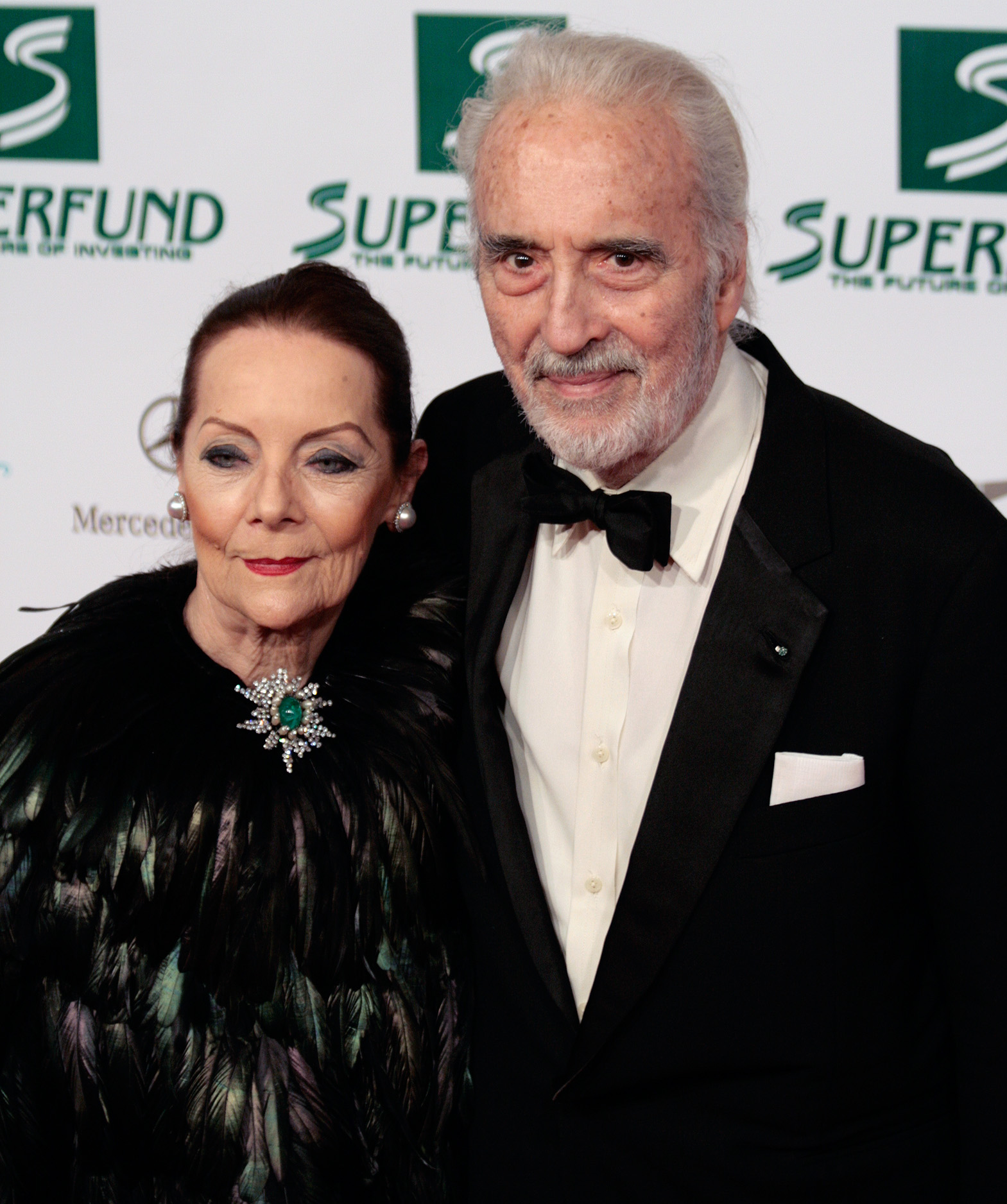
Christopher Lee și Birgit Kroencke (2009)

Tatăl lui a fost ofițer britanic, care a luat parte în primul război mondial și în războiul bur. Mama sa Estelle Marie Carandini di Sarzano provine dintr-o familie nobiliară, care după unii ar fi existat deja în timpul lui Carol cel Mare. Bunica a lui a fost cântăreața de operă Marie Carandini. Christopher Lee a luat parte la cel de al doilea război mondial ca militar la Royal Air Force și la unitatea Special Operations Executive, la sfârșitul războiului are gradul de căpitan. Din anul 1947 începe să lucreze ca actor, și este muzician. Din 1961 este căsătorit cu fostul fotomodel danez Birgit Kroencke, cu care are o fiică. Lee locuiește în prezent în Londra, este angajat activ la UNICEF. Christopher Lee este unchiul actriței Harriet Walter și vărul actorului Ian Fleming.

## Filmografie
- 1951 Valea vulturilor	(Valley of Eagles), regia Terence Young
- 1952 Moulin Rouge, regia John Huston
- 1959 Câinele din Baskerville
- 1962 Sherlock Holmes (Sherlock Holmes und das Halsband des Todes), regia Terence Fisher
- 1965 Zece negri mititei (Ten Little Indians), regia George Pollock : voce sincron
- 1970 Scream and Scream Again, regia Gordon Hessler
- 1971 The House That Dripped Blood
- 1982 Ultimul inorog, voce

## Discografie

### Albume
- Christopher Lee Sings Devils, Rogues & Other Villains (1998)
- Revelation (2006)
- Charlemagne: By the Sword and the Cross (2010)[20]
- Charlemagne: The Omens of Death (2013)

### EP-uri
- A Heavy Metal Christmas (2012)
- A Heavy Metal Christmas Too (2013)

### Single-uri
- Let Legend Mark Me as the King (2012)
- The Ultimate Sacrifice (2012)

### Apariții ca invitat
- The Wicker Man soundtrack (1973)
- Hammer Presents "Dracula" With Christopher Lee (EMI NTS 186 UK/Capitol ST-11340 USA, 1974)
- The Soldier's Tale by Stravinsky, with the Scottish Chamber Orchestra conducted by Lionel Friend (Nimbus, 1986)
- Peter and the Wolf by Prokofiev, with the English String Orchestra conducted by Yehudi Menuhin (Nimbus, 1989)
- Annie Get Your Gun (1995)
- The Rocky Horror Show (1995)
- The King and I (1998)
- Musicality of Lerner and Loewe (2002)
- Lord of the Rings: Songs and Poems by J. R. R. Tolkien (2003)
- Edgar Allan Poe Projekt – Visionen (2006), recites the poem "The Raven" and sings the song "Elenore"
- Battle Hymns MMXI (2010), album de Manowar
- Fearless (2013)

Cu Rhapsody of Fire
- Symphony of Enchanted Lands II – The Dark Secret (2004), as narrator
- Triumph or Agony (2006), as narrator and Lothen
- The Frozen Tears of Angels (2010), as narrator and Lothen
- The Cold Embrace of Fear – A Dark Romantic Symphony (2010), as the Wizard King
- From Chaos to Eternity (2011), as the Wizard King